# Stopnie wojskowe w Polsce
Stopnie wojskowe – są tytułami żołnierzy, które oznaczają miejsce danego żołnierza w hierarchii wojskowej oraz warunkują zajmowanie stanowiska służbowego o określonym stopniu etatowym. Stopnie wojskowe mają swoje oznaki, składające się najczęściej z gwiazdek, tzw. diamentów, belek i krokiewek. Oznaki stopni umieszcza się na mundurze. W Siłach Zbrojnych Rzeczypospolitej Polskiej oznaki stopni nosi się na naramiennikach, na piersi, nakryciu głowy (czapce garnizonowej, rogatywce, berecie, furażerce), rękawach mundurów (w Marynarce Wojennej i Jednostce Wojskowej Formoza Wojsk Specjalnych) lub na lewej piersi kurtki mundurowej.
Hierarchia stopni w wojsku często bywa powielana w innych służbach mundurowych danego kraju (policji, służbach granicznych, straży pożarnej, służbie więziennej itp.). 
W Polsce równorzędność stopni wojskowych i stopni innych służb mundurowych określa rozporządzenie Rady Ministrów z dnia 15 kwietnia 2022 r. w sprawie stopni policyjnych, Agencji Bezpieczeństwa Wewnętrznego, Agencji Wywiadu, Biura Ochrony Rządu, Służby Ochrony Państwa, Państwowej Straży Pożarnej, Służby Kontrwywiadu Wojskowego, Służby Wywiadu Wojskowego, Służby Więziennej, Straży Marszałkowskiej, Służby Celno‑Skarbowej lub Straży Granicznej odpowiadających poszczególnym stopniom wojskowym. Rozporządzenie to nie obejmuje Centralnego Biura Antykorupcyjnego, jako że ta służba specjalna stanowi jedyną spośród służb mundurowych, której funkcjonariusze nie mają nadawanych stopni, a jedynie przydzielane stanowiska służbowe.

## Stopnie wojskowe w Siłach Zbrojnych Rzeczypospolitej Polskiej
Żołnierze mogą być dla siebie przełożonymi, podwładnymi, starszymi lub młodszymi, a także równi stopniem. W zasadzie tylko bezpośredni przełożeni mogą podwładnym wydawać wiążące polecenia, czyli rozkazy. W sprawach nadzwyczajnych oraz w wypadku naruszania przez żołnierzy młodszych dyscypliny, żołnierz starszy stopniem może wydać rozkaz żołnierzowi młodszemu stopniem. Przełożony powinien posiadać stopień wyższy lub równy swoim podwładnym. Stopnie wojskowe są dożywotnie, ale żołnierz może stopień wojskowy stracić w wyniku zastosowania przez sąd wojskowy środka karnego degradacji.

### Korpusy żołnierzy w służbie wojskowej
Żołnierze noszący w SZ RP określone stopnie wojskowe, wchodzą w skład korpusów żołnierzy w służbie wojskowej, którymi są:
- korpus szeregowych;
- korpus podoficerów, do którego zalicza się:
  - podoficerów młodszych,
  - podoficerów starszych;
- korpus oficerów, do którego zalicza się:
  - oficerów młodszych,
  - oficerów starszych,
  - generałów i admirałów.

Korpusy oficerów, podoficerów i szeregowych dzielą się z kolei na korpusy osobowe, a te dzielą się na grupy osobowe, w których występuje podział na specjalności wojskowe.

### Stopnie wojskowe w Wojskach Lądowych, Wojskach Obrony Terytorialnej, Wojskach Obrony Cyberprzestrzeni, Żandarmerii Wojskowej i Wojskach Specjalnych, z wyłączeniem Jednostki Wojskowej Formoza

#### Korpus szeregowych
| Naramiennik                  |                      |                                            |                                                     |
| nazwa stopnia skrót kod NATO | szeregowy szer. OR-1 | starszy szeregowy st. szer. OR-1 jak szer. | starszy szeregowy specjalista¹ st. szer. spec. OR-1 |

¹ Stopień ustanowiono 23 kwietnia 2022 r., na mocy ustawy z dnia 11 marca 2022 r. o obronie Ojczyzny.

#### Korpus podoficerów
Z dniem 23 kwietnia 2022 r., wraz z wejściem w życie ustawy z dnia 11 marca 2022 r. o obronie Ojczyzny, zmienił się dotychczasowy podział korpusu podoficerów. Przed wprowadzeniem ustawy korpus ten podzielony był na trzy grupy po trzy stopnie: podoficerów młodszych, podoficerów i podoficerów starszych. Obecnie w skład tego korpusu wchodzą jedynie podoficerowie młodsi oraz podoficerowie starsi.

##### Podoficerowie młodsi
| Naramiennik                  |                  |                                        |                                   |                      |                                  |                                |
| nazwa stopnia skrót kod NATO | kapral kpr. OR-2 | starszy kapral st. kpr. OR-3 jak plut. | plutonowy plut. OR-3 jak st. kpr. | sierżant sierż. OR-4 | starszy sierżant st. sierż. OR-5 | młodszy chorąży mł. chor. OR-6 |

##### Podoficerowie starsi
| Naramiennik                  |                    |                                                     |                                                              |
| nazwa stopnia skrót kod NATO | chorąży chor. OR-8 | starszy chorąży st. chor. OR-9 jak st. chor. sztab. | starszy chorąży sztabowy st. chor. sztab. OR-9 jak st. chor. |

##### Stopnie zniesione 1 lipca 2004
Reformą pragmatyczną na mocy ustawy z dnia 11 września 2003 r. o służbie wojskowej żołnierzy zawodowych, z dniem 1 lipca 2004 r. zniesiono następujące stopnie wojskowe: starszy plutonowy, sierżant sztabowy, starszy sierżant sztabowy, młodszy chorąży sztabowy, chorąży sztabowy. Żołnierze zawodowi i rezerwy posiadający jeden z ww. stopni zachowali go dożywotnio. Żołnierze rezerwy, mający jeden z ww. stopni, byli powoływani do służby czynnej w stopniu bezpośrednio niższym, niezniesionym (np. st. sierż. sztab. – st. sierż., chor. sztab. – st. chor.). Dodatkowo zniesiono korpus chorążych i przeniesiono żołnierzy z tego korpusu do korpusu podoficerów.
Ostateczna likwidacja „martwych” stopni wojskowych nastąpiła na mocy ustawy z dnia 11 października 2013 r. o zmianie ustawy o służbie wojskowej żołnierzy zawodowych oraz niektórych innych ustaw. Podoficerowie zawodowi, żołnierze rezerwy oraz osoby niepodlegające obowiązkowi służby wojskowej, posiadające stopnie wojskowe starszego plutonowego, sierżanta sztabowego, starszego sierżanta sztabowego, młodszego chorążego sztabowego i chorążego sztabowego, z dniem wejścia w życie ustawy, tj. 1 stycznia 2014 r., zostali mianowani:

1) starszy plutonowy – na stopień sierżanta;

2) sierżant sztabowy i starszy sierżant sztabowy – na stopień młodszego chorążego;

3) młodszy chorąży sztabowy i chorąży sztabowy – na stopień starszego chorążego sztabowego.
|                              |                                 |                                             |                                            |                               |
| starszy plutonowy² st. plut. | sierżant sztabowy sierż. sztab. | starszy sierżant sztabowy st. sierż. sztab. | młodszy chorąży sztabowy² mł. chor. sztab. | chorąży sztabowy chor. sztab. |

² Stopnie starszego plutonowego i młodszego chorążego sztabowego zostały wprowadzone w Siłach Zbrojnych RP 24 lutego 1996 r., kiedy weszła w życie ustawa z dnia 9 listopada 1995 r. o zmianie ustawy o służbie wojskowej żołnierzy zawodowych oraz niektórych innych ustaw (Dz.U. z 1996 r. nr 7, poz. 44).

#### Korpus oficerów
- oficerowie młodsi:

| Naramiennik                  |                                   |                               |                   |
| nazwa stopnia skrót kod NATO | podporucznik³ ppor. OF-1 jak por. | porucznik por. OF-1 jak ppor. | kapitan kpt. OF-2 |

³ Dlaczego podporucznik ma dwie gwiazdki i nie ma stopnia oficerskiego oznaczanego jedną gwiazdką – patrz sekcja „Stopnie w ludowym Wojsku Polskim”.

Uwaga – oficerowie młodsi na naramiennikach nie noszą belek.
- oficerowie starsi:

| Naramiennik                  |                |                        |                    |
| nazwa stopnia skrót kod NATO | major mjr OF-3 | podpułkownik ppłk OF-4 | pułkownik płk OF-5 |

- generałowie:

| Naramiennik                  |                                 |                                |                               |                    |
| nazwa stopnia skrót kod NATO | generał brygady gen. bryg. OF-6 | generał dywizji gen. dyw. OF-7 | generał broni gen. broni OF-8 | generał⁴ gen. OF-9 |

⁴ Na mocy ustawy z dnia 21 grudnia 2001 r. o zmianie ustawy o organizacji i trybie pracy Rady Ministrów oraz o zakresie działania ministrów, ustawy o działach administracji rządowej oraz o zmianie niektórych ustaw, został ustanowiony stopień generała (bez dodatkowych określeń) jako najwyższy stopień generalski. Reforma ta miała na celu dostosowanie liczby polskich stopni generalskich do systemu stopni funkcjonującego w innych państwach członkowskich NATO. Warto w tym miejscu podkreślić, że stopień ten jest niezgodny z utrwaloną w tradycji Wojska Polskiego tytulaturą generalską (opartą na wzorcach francuskich, a nie niemieckich jak w większości współczesnych armii). Poprawną nazwą byłby generał armii – stopień czterogwiazdkowego generała o tej nazwie funkcjonował z przerwami w Wojsku Polskim już wcześniej: został wprowadzony dekretem z dnia 19 kwietnia 1951 r. o służbie wojskowej oficerów i generałów Sił Zbrojnych (Dz.U. z 1951 r. nr 22, poz. 172), zniesiony ustawą z dnia 13 grudnia 1957 r. o służbie wojskowej oficerów Sił Zbrojnych (Dz.U. z 1958 r. nr 2, poz. 5), przywrócony ponownie ustawą z dnia 27 września 1973 r. o zmianie ustawy o powszechnym obowiązku obrony Polskiej Rzeczypospolitej Ludowej (Dz.U. z 1973 r. nr 38, poz. 224) i jeszcze raz zniesiony ustawą z dnia 25 października 1991 r. o zmianie ustawy o powszechnym obowiązku obrony Polskiej Rzeczypospolitej Ludowej oraz niektórych innych ustaw (Dz.U. z 1991 r. nr 113, poz. 491).

### Stopnie wojskowe w Siłach Powietrznych

#### Korpus szeregowych
| Naramiennik                  |                       |                                             |                                                     |
| nazwa stopnia skrót kod NATO | szeregowy szer. OR-01 | starszy szeregowy st. szer. OR-01 jak szer. | starszy szeregowy specjalista¹ st. szer. spec. OR-1 |

¹ Stopień ustanowiono 23 kwietnia 2022 r., na mocy ustawy z dnia 11 marca 2022 r. o obronie Ojczyzny.

#### Korpus podoficerów
Z dniem 23 kwietnia 2022 r., wraz z wejściem w życie ustawy z dnia 11 marca 2022 r. o obronie Ojczyzny, zmienił się dotychczasowy podział korpusu podoficerów. Przed wprowadzeniem ustawy korpus ten podzielony był na trzy grupy po trzy stopnie: podoficerów młodszych, podoficerów i podoficerów starszych. Obecnie w skład tego korpusu wchodzą jedynie podoficerowie młodsi oraz podoficerowie starsi.

##### Podoficerowie młodsi
| Naramiennik                  |                  |                                        |                                   |                      |                                  |                                |
| nazwa stopnia skrót kod NATO | kapral kpr. OR-2 | starszy kapral st. kpr. OR-3 jak plut. | plutonowy plut. OR-3 jak st. kpr. | sierżant sierż. OR-4 | starszy sierżant st. sierż. OR-5 | młodszy chorąży mł. chor. OR-6 |

##### Podoficerowie starsi
| Naramiennik                  |                    |                                                     |                                                              |
| nazwa stopnia skrót kod NATO | chorąży chor. OR-8 | starszy chorąży st. chor. OR-9 jak st. chor. sztab. | starszy chorąży sztabowy st. chor. sztab. OR-9 jak st. chor. |

##### Stopnie zniesione 1 lipca 2004
Reformą pragmatyczną na mocy ustawy z dnia 11 września 2003 r. o służbie wojskowej żołnierzy zawodowych, z dniem 1 lipca 2004 r. zniesiono następujące stopnie wojskowe: starszy plutonowy, sierżant sztabowy, starszy sierżant sztabowy, młodszy chorąży sztabowy, chorąży sztabowy. Żołnierze zawodowi i rezerwy posiadający jeden z ww. stopni zachowali go dożywotnio. Żołnierze rezerwy, mający jeden z ww. stopni, byli powoływani do służby czynnej w stopniu bezpośrednio niższym, niezniesionym (np. st. sierż. sztab. – st. sierż., chor. sztab. – st. chor.). Dodatkowo zniesiono korpus chorążych i przeniesiono żołnierzy z tego korpusu do korpusu podoficerów
Ostateczna likwidacja „martwych” stopni wojskowych nastąpiła na mocy ustawy z dnia 11 października 2013 r. o zmianie ustawy o służbie wojskowej żołnierzy zawodowych oraz niektórych innych ustaw. Podoficerowie zawodowi, żołnierze rezerwy oraz osoby niepodlegające obowiązkowi służby wojskowej, posiadające stopnie wojskowe starszego plutonowego, sierżanta sztabowego, starszego sierżanta sztabowego, młodszego chorążego sztabowego i chorążego sztabowego, z dniem wejścia w życie ustawy, tj. 1 stycznia 2014 r., zostali mianowani:

1) starszy plutonowy – na stopień sierżanta;

2) sierżant sztabowy i starszy sierżant sztabowy – na stopień młodszego chorążego;

3) młodszy chorąży sztabowy i chorąży sztabowy – na stopień starszego chorążego sztabowego.
|                              |                                 |                                             |                                            |                               |
| starszy plutonowy² st. plut. | sierżant sztabowy sierż. sztab. | starszy sierżant sztabowy st. sierż. sztab. | młodszy chorąży sztabowy² mł. chor. sztab. | chorąży sztabowy chor. sztab. |

² Stopnie starszego plutonowego i młodszego chorążego sztabowego zostały wprowadzone w Siłach Zbrojnych RP 24 lutego 1996 r., kiedy weszła w życie ustawa z dnia 9 listopada 1995 r. o zmianie ustawy o służbie wojskowej żołnierzy zawodowych oraz niektórych innych ustaw (Dz.U. z 1996 r. nr 7, poz. 44).

#### Korpus oficerów
- oficerowie młodsi:

| Naramiennik                  |                                   |                               |                   |
| nazwa stopnia skrót kod NATO | podporucznik³ ppor. OF-1 jak por. | porucznik por. OF-1 jak ppor. | kapitan kpt. OF-2 |

³ Dlaczego podporucznik ma dwie gwiazdki i nie ma stopnia oficerskiego oznaczanego jedną gwiazdką – patrz sekcja „Stopnie w ludowym Wojsku Polskim”.

Uwaga – oficerowie młodsi na naramiennikach nie noszą belek.
- oficerowie starsi:

| Naramiennik                  |                |                        |                    |
| nazwa stopnia skrót kod NATO | major mjr OF-3 | podpułkownik ppłk OF-4 | pułkownik płk OF-5 |

- generałowie:

| Naramiennik                  |                                 |                                |                               |                    |
| nazwa stopnia skrót kod NATO | generał brygady gen. bryg. OF-6 | generał dywizji gen. dyw. OF-7 | generał broni gen. broni OF-8 | generał⁴ gen. OF-9 |

⁴ Na mocy ustawy z dnia 21 grudnia 2001 r. o zmianie ustawy o organizacji i trybie pracy Rady Ministrów oraz o zakresie działania ministrów, ustawy o działach administracji rządowej oraz o zmianie niektórych ustaw, został ustanowiony stopień generała (bez dodatkowych określeń) jako najwyższy stopień generalski. Reforma ta miała na celu dostosowanie liczby polskich stopni generalskich do systemu stopni funkcjonującego w innych państwach członkowskich NATO. Warto w tym miejscu podkreślić, że stopień ten jest niezgodny z utrwaloną w tradycji Wojska Polskiego tytulaturą generalską (opartą na wzorcach francuskich, a nie niemieckich jak w większości współczesnych armii). Poprawną nazwą byłby generał armii – stopień czterogwiazdkowego generała o tej nazwie funkcjonował z przerwami w Wojsku Polskim już wcześniej: został wprowadzony dekretem z dnia 19 kwietnia 1951 r. o służbie wojskowej oficerów i generałów Sił Zbrojnych (Dz.U. z 1951 r. nr 22, poz. 172), zniesiony ustawą z dnia 13 grudnia 1957 r. o służbie wojskowej oficerów Sił Zbrojnych (Dz.U. z 1958 r. nr 2, poz. 5), przywrócony ponownie ustawą z dnia 27 września 1973 r. o zmianie ustawy o powszechnym obowiązku obrony Polskiej Rzeczypospolitej Ludowej (Dz.U. z 1973 r. nr 38, poz. 224) i jeszcze raz zniesiony ustawą z dnia 25 października 1991 r. o zmianie ustawy o powszechnym obowiązku obrony Polskiej Rzeczypospolitej Ludowej oraz niektórych innych ustaw (Dz.U. z 1991 r. nr 113, poz. 491).

### Stopnie wojskowe w Marynarce Wojennej i Jednostce Wojskowej Formoza Wojsk Specjalnych
Pełne zestawienie wszystkich oznak w Marynarce Wojennej od roku 1920 – patrz stopnie wojskowe w Polskiej Marynarce Wojennej.

#### Korpus szeregowych
| Naramiennik                  |                    |                                         |                                                   |
| nazwa stopnia skrót kod NATO | marynarz mar. OR-1 | starszy marynarz st. mar. OR-1 jak mar. | starszy marynarz specjalista¹ st. mar. spec. OR-1 |

¹ Stopień ustanowiono 23 kwietnia 2022 r., na mocy ustawy z dnia 11 marca 2022 r. o obronie Ojczyzny.

#### Korpus podoficerów
Z dniem 23 kwietnia 2022 r., wraz z wejściem w życie ustawy z dnia 11 marca 2022 r. o obronie Ojczyzny, zmienił się dotychczasowy podział korpusu podoficerów. Przed wprowadzeniem ustawy korpus ten podzielony był na trzy grupy po trzy stopnie: podoficerów młodszych, podoficerów i podoficerów starszych. Obecnie w skład tego korpusu wchodzą jedynie podoficerowie młodsi oraz podoficerowie starsi.

##### Podoficerowie młodsi
| Naramiennik                  |          |                                   |                                 |                  |                              |                                               |
| nazwa stopnia skrót kod NATO | mat OR-2 | starszy mat st. mat OR-3 jak bsmt | bosmanmat bsmt OR-3 jak st. mat | bosman bsm. OR-4 | starszy bosman st. bsm. OR-5 | młodszy chorąży marynarki mł. chor. mar. OR-6 |

##### Podoficerowie starsi
| Naramiennik                  |                                   |                                                                         |                                                                                  |
| nazwa stopnia skrót kod NATO | chorąży marynarki chor. mar. OR-8 | starszy chorąży marynarki st. chor. mar. OR-9 jak st. chor. sztab. mar. | starszy chorąży sztabowy marynarki st. chor. sztab. mar. OR-9 jak st. chor. mar. |

##### Stopnie zniesione 1 lipca 2004
Reformą pragmatyczną na mocy ustawy z dnia 11 września 2003 r. o służbie wojskowej żołnierzy zawodowych, z dniem 1 lipca 2004 r. zniesiono następujące stopnie wojskowe: starszy bosmanmat, bosman sztabowy, starszy bosman sztabowy, młodszy chorąży sztabowy marynarki, chorąży sztabowy marynarki. Żołnierze zawodowi i rezerwy posiadający jeden z ww. stopni zachowali go dożywotnio. Żołnierze rezerwy, mający jeden z ww. stopni, byli powoływani do służby czynnej w stopniu bezpośrednio niższym, niezniesionym (np. st. bsm. sztab. – st. bsm., chor. sztab. mar. – st. chor. mar.). Dodatkowo zniesiono korpus chorążych i przeniesiono żołnierzy z tego korpusu do korpusu podoficerów.
Ostateczna likwidacja „martwych” stopni wojskowych nastąpiła na mocy ustawy z dnia 11 października 2013 r. o zmianie ustawy o służbie wojskowej żołnierzy zawodowych oraz niektórych innych ustaw. Podoficerowie zawodowi, żołnierze rezerwy oraz osoby niepodlegające obowiązkowi służby wojskowej, posiadające stopnie wojskowe starszego bosmanmata, bosmana sztabowego, starszego bosmana sztabowego, młodszego chorążego sztabowego marynarki i chorążego sztabowego marynarki, z dniem wejścia w życie ustawy, tj. 1 stycznia 2014 r., zostali mianowani:

1) starszy bosmanmat – na stopień bosmana;

2) bosman sztabowy i starszy bosman sztabowy – na stopień młodszego chorążego marynarki;

3) młodszy chorąży sztabowy marynarki i chorąży sztabowy marynarki – na stopień starszego chorążego sztabowego marynarki.
|                              |                             |                                         |                                                           |                                              |
| starszy bosmanmat² st. bsmt. | bosman sztabowy bsm. sztab. | starszy bosman sztabowy st. bsm. sztab. | młodszy chorąży sztabowy marynarki² mł. chor. sztab. mar. | chorąży sztabowy marynarki chor. sztab. mar. |

² Stopnie starszego bosmanmata i młodszego chorążego sztabowego marynarki zostały wprowadzone w Siłach Zbrojnych RP 24 lutego 1996, kiedy weszła w życie ustawa z dnia 9 listopada 1995 o zmianie ustawy o służbie wojskowej żołnierzy zawodowych oraz niektórych innych ustaw (Dz.U. z 1996 r. nr 7, poz. 44). Do tego czasu oznaką stopnia chorążego sztabowego marynarki były umieszczone nad krokiewką z wycinkiem pętli Nelsona trzy poziome belki, a starszego chorążego sztabowego marynarki – cztery belki.

#### Korpus oficerów
- oficerowie młodsi:

| Naramiennik                  |                                                       |                                                   |                                  |
| nazwa stopnia skrót kod NATO | podporucznik marynarki³ ppor. mar. OF-1 jak por. mar. | porucznik marynarki por. mar. OF-1 jak ppor. mar. | kapitan marynarki kpt. mar. OF-2 |

³ Dlaczego podporucznik marynarki ma dwa galony i nie ma stopnia oficerskiego oznaczanego jednym galonem – patrz sekcja „Stopnie w ludowym Wojsku Polskim”.

- oficerowie starsi:

| Naramiennik                  |                                       |                                   |                    |
| nazwa stopnia skrót kod NATO | komandor podporucznik kmdr ppor. OF-3 | komandor porucznik kmdr por. OF-4 | komandor kmdr OF-5 |

- admirałowie:

| Naramiennik                  |                         |                        |                                |                   |
| nazwa stopnia skrót kod NATO | kontradmirał kadm. OF-6 | wiceadmirał wadm. OF-7 | admirał floty⁴ adm. floty OF-8 | admirał adm. OF-9 |

⁴ Na mocy ustawy z dnia 21 grudnia 2001 r. o zmianie ustawy o organizacji i trybie pracy Rady Ministrów oraz o zakresie działania ministrów, ustawy o działach administracji rządowej oraz o zmianie niektórych ustaw, w miejsce dotychczasowego admirała, który odpowiadał stopniowi generała broni, został ustanowiony stopień admirała floty. W ten sposób stopień admirała pozostał najwyższym stopniem wojskowym w Marynarce Wojennej, stając się jednocześnie odpowiednikiem nowo powstałego generała. Reforma ta miała na celu dostosowanie liczby polskich stopni admiralskich do systemu stopni funkcjonującego w innych państwach członkowskich NATO.

### Marszałek Polski
Najwyższy stopień wojskowy dla całości Sił Zbrojnych Rzeczypospolitej Polskiej. Na ten stopień mianuje Prezydent Rzeczypospolitej Polskiej na wniosek Ministra Obrony Narodowej, generała albo admirała za szczególne zasługi dla Sił Zbrojnych RP. Prezydent RP może mianować żołnierza–dowódcę także w związku z wojną. Ostatnim żyjącym Marszałkiem Polski był zmarły w 1989 r. Michał Rola-Żymierski, a ostatnim mianowanym na ten stopień (w 1963 r.) był zmarły w 1980 r. Marian Spychalski; obecnie żaden żołnierz SZ RP nie posiada tego stopnia wojskowego. Zwyczajowo powołuje się marszałków jedynie podczas wojny lub w obliczu zagrożenia wojną.
| Naramiennik                  |                               |
| nazwa stopnia skrót kod NATO | Marszałek Polski marsz. OF-10 |

## Stopnie wojskowe w I Rzeczypospolitej
W pierwszej połowie XVIII wieku po raz pierwszy ubiór wojska polskiego podporządkowano dyscyplinie mundurowej. Wraz z jednolitym mundurem zaczęły wchodzić w życie pierwsze systemy oznak stopni wojskowych w formie galonów, ozdobnych naramienników i sznurków złotych lub srebrnych na ramionach. Oznaką generałów i oficerów stała się srebrna szarfa z karmazynowymi paskami, którą noszono zawiązaną w pasie oraz srebrno-karmazynowy temblak, przy broni bocznej. Oznakami stopni podoficerskich były galony na kołnierzu i mankietach rękawów oraz biało-karmazynowe temblaki.
W drugiej połowie XVIII wieku nastąpiła dalsza ewolucja oznak stopni wojskowych w postaci szlif na ramionach, galonów srebrnych na kołnierzu i wyłogach rękawów. Srebrna w Koronie i złota na Litwie taśma układana w formie wężyka na wyłogach kurtek, rękawach, kołnierzach i na czapkach weszła na stałe do tradycji ubioru generalskiego.
Stopnie wojskowe w okresie sejmu czteroletniego
Członkowie sztabu generalnego
- Hetman wielki
- Hetman polny
- Generał artylerii
- Generał lejtnant (szef dywizji)
- Generał major

| Stopnie w konnicy: W brygadach jazdy; - Brygadier (generał) (szef brygady) - Wicebrygadier - Major - Rotmistrz (szef chorągwi) - Porucznik - Podporucznik - Kwatermistrz - Audytor - Adiutant - Chorązy - Namiestnik - Towarzysz - Wachmistrz - Furyer - Kapral W pułkach jazdy - Szef pułku (generał) - Pułkownik - Podpułkownik - Major Dalej jak w brygadach | Stopnie w piechocie - Szef regimentu (generał) - Pułkownik - Podpułkownik - Major - Kapitan (szef kompanii) - Audytor - Regimenta (kwatermistrz) - Adiutant - Porucznik - Podporucznik - Chorąży - Podchorąży - Feldfebel - Sierżant - Furyer - Kapral | Stopnie w artylerii - Generał major - Pułkownik - Podpułkownik - Major - Kapitan - Kwatermistrz - Adiutant generalski - Oberceugwarter - Ceugwarter - Porucznik - Podporucznik - Sztuk junkier - Sztabsfuryer - Oberfeuerwerker - Feuerwerker - Furyer - Ober bombardier - Bombardier | Stopnie w korpusie inżynierów - Szef korpusu - Pułkownik - Podpułkownik - Kapitan - Porucznik - Podporucznik - Konduktor - Unteroficer - Miner - Saper |

W 1785 r. Departament Wojskowy Rady Nieustającej wydał Ordynans dla generał-lejtnantów dywizjami wojsk obojga narodów komenderujących względem używania znaków wojskowych, na mocy którego wprowadzono nowe dystynkcje wojskowe. Oficerowie mieli nosić na lewym ramieniu szlifę (epolet) z frędzlami, na której umieszczano oznaki stopni w postaci sześcioramiennych gwiazdek i ukośnych pasków. Oznaki na szlifie były następujące: chorąży – jedna gwiazdka, porucznik – dwie gwiazdki, kapitan – trzy gwiazdki, major – jeden pasek, podpułkownik – dwa paski, pułkownik – trzy paski, szef regimentu – cztery paski. Generałowie mieli szlify na obydwu ramionach oraz kołnierz i rękawy obszyte wężykiem generalskim: generał-major – pojedynczym, generał-lejtnant – podwójnym, generał artylerii i generał-inspektor – potrójnym. Ordynans z 1790 zmodyfikował wygląd oznaczeń stopni młodszych oficerów: kapitan otrzymał cztery gwiazdki, porucznik – trzy, podporucznik – dwie, chorąży – jedną. Oznakami stopni podoficerów były galony srebrne lub złote na wyłogach rękawów i na kołnierzach. Wszyscy oficerowie mieli prawo do noszenia na czapce rogatej srebrnych galonów powyżej otoku futrzanego.
Stopnie i stanowiska w okresie powstania kościuszkowskiego
W insurekcji kościuszkowskiej oznaki stopni były zbliżone do dystynkcji z czasów Sejmu Czteroletniego.
Zmieniono nazwy stanowisk dowódców poszczególnych formacji wojskowych. Na czele powstania stał naczelnik. W rotach dowodzili setnicy i dziesiętnicy, wyznaczano tysięczników i trzytysięczników. Jednostkami pospolitego ruszenia w poszczególnych województwach kierowali generałowie ziemiańscy.
Pojawił się także zwyczaj awansowania zasłużonych szeregowych do stopni oficerskich. Wszyscy nowo mianowani oficerowie otrzymywali drukowane patenty z okrągłą pieczęcią Naczelnika Siły Zbrojnej Narodowej i dewizą „Wolność, Całość, Niepodległość”.

## Polskie stopnie wojskowe w okresie zaborów
W Legionach gen. Jana Henryka Dąbrowskiego zachowano polskie stopnie wojskowe. Zawarta 9 stycznia 1797 umowa z Administracją Generalną Lombardii przewidywała, że: „Ubiór, znaki wojskowe i organizacja tego korpusu zbliżać się będą jak można najwięcej do zwyczajów polskich. Lud lombardzki widziałby z przyjemnością przy uniformach noszących szlify kolorów narodowych lombardzkich z napisem »Gli uomini liberi sono fratelli« [...]. Administracja Generalna Lombardii wydawać będzie patenty na oficerów i urzędników we wspomnianym korpusie, zastrzegając sobie prawo przedstawienia natychmiast swych uwag co do osób, jeżeli tego uzna potrzebę”.
W Armii Księstwa Warszawskiego ujednolicono oznaki stopni wojskowych, a rozporządzenie z 19 grudnia 1807 określało kompetencje ministra wojny w zakresie zasad mianowania na kolejne stopnie. Stwierdzało, że: „Wszystkie nominacje na miejsca wakujące i wszystkie awanse będą czynione przez naszego Ministra Wojny i podane naszej akceptacji”. Na tej podstawie ks. Józef Poniatowski mianował dowódców i podpisywał patenty oficerskie zwane listami służby. Rozkazy nominacyjne umieszczano w „Gazecie Korespondenta Warszawskiego i Zagranicznego”. 
Wprowadzono także nowe oznaki stopni wojskowych. Generałowie i starsi oficerowie posiadali epolety z bulionami, czyli grubymi frędzlami wykonanymi z drucianych sprężynek (w odróżnieniu od cieńszych, materiałowych frędzli oficerów młodszych). Poszczególne stopnie otrzymały następujące oznaczenia: generał dywizji – złote epolety z bulionami i trzema gwiazdkami na obu ramionach oraz podwójny wężyk generalski na kołnierzu i rękawach kurtki, generał brygady – jak generał dywizji, lecz dwie gwiazdki i pojedynczy wężyk, pułkownik – złote, gładkie epolety z bulionami na obu ramionach, podpułkownik – na lewym ramieniu złoty epolet z bulionami, na prawym kontrepolet (naramiennik bez frędzli), major – epolety jak u pułkownika, ale w kolorze srebrnym, kapitan – na lewym ramieniu złoty epolet z frędzlami, na prawym kontrepolet, porucznik – jak kapitan, lecz na epoletach dodatkowo jeden karmazynowy pasek wzdłuż, podporucznik – jak porucznik, lecz dwa paski.
Oznaki stopni podoficerskich: kapral miał na rękawach dwa paski niciane, żółte, sierżant – jeden galonek złoty nad rękawem oraz taki sam przyszyty na taśmie szlify, feldfebel – dwa takie złote galonki, furier – jeden galonek złoty w kształcie kąta, na cztery cale od łokcia ku ramieniu.
W Wojsku Polskim Królestwa Kongresowego do 1827 utrzymano system stopni zbliżony do stosowanego w Księstwie Warszawskim. Wprowadzono też stopnie generała „broni”, czyli generała piechoty i generała jazdy. Stopnie oficerskie oznaczano w sposób następujący: generał „broni” nosił szlify z grubymi bulionami bez gwiazdek, generał dywizji – takie same szlify z trzema gwiazdkami, generał brygady – jak generał dywizji, lecz na szlifie dwie gwiazdki, pułkownik - szlify gładkie z frędzlami, podpułkownik – takie same szlify, lecz z paskiem karmazynowym wzdłuż, major – jak podpułkownik, lecz na szlifie dwa wzdłuż biegnące równoległe paski, kapitan – szlify gładkie bez frędzli, porucznik – takie same szlify, lecz z jednym paskiem karmazynowym wzdłuż, podporucznik – jak porucznik, lecz na szlifie dwa paski karmazynowe.
3 lutego 1827 dawne paski zastąpiono gwiazdkami. Oznaczenia stopni oficerskich otrzymały następujący wygląd: podporucznik – kontrepolety z dwiema gwiazdkami, porucznik – trzy gwiazdki, kapitan II klasy – cztery gwiazdki, kapitan I klasy – kontrepolety bez gwiazdek, major – epolety z frędzlami i dwiema gwiazdkami, podpułkownik – trzy gwiazdki, pułkownik – epolety bez gwiazdek. 24 stycznia 1831 sejm określił, że naczelny wódz na kołnierzu ma nosić podwójny wężyk generalski, a na szlifach – skrzyżowane dwie buławy hetmańskie.
W okresie powstania listopadowego prawo awansowania do pułkownika miał naczelny wódz. Stopnie generalskie nadawał Rząd Narodowy, a patenty podpisywał Prezes Rządu i Radca Sekretarz Główny Rządu.
W powstaniu styczniowym powstańców, którzy dokonali czynów bohaterskich, mianowano na polu walki. Patenty oficerskie wręczano na miejscu lub rozwożono za pomocą łączników. Decyzja w zakresie mianowania oficerów należała do Wydziału Wojny Rządu Narodowego, natomiast na niższe stopnie wojskowe awansowali dowódcy oddziałów powstańczych. Wprowadzono nowe oznaczenia stopni wojskowych. Oficerowie nosili szarfy oraz kokardy na piersiach i naszywki na rękawach. Dowódcy plutonów i kompanii stosowali barwy amarantowe, dowódcy batalionów – biało-amarantowe, a dowódcy oddziałów oraz generałowie – biało-niebiesko-amarantowe.

### I Brygada Legionów Polskich (1914–1916)

Pułkownik (1916)
Pułkownik (1914–1916)
Podpułkownik (1916)
Podpułkownik (1914–1916)
Major (1916)
Major (1914–1916)

Kapitan (1916)
Kapitan (1914–1916)
Porucznik (1916)
Porucznik (1914–1916)
Podporucznik (1916)
Podporucznik (1914–1916)

Chorąży (1916)
Chorąży (1914–1916)

Sierżant (1914-1916)
Plutonowy (1916)
Sierżant (1914–1916)
Kapral (1916)
Kapral (1914–1916)

Starszy szeregowiec (1916)
Starszy szeregowiec (1914–1916)

## Stopnie wojskowe w II Rzeczypospolitej
Pierwszym dokumentem regulującym sprawy stopni wojskowych był dekret Rady Regencyjnej z 12 października 1918, który to właśnie Radzie przyznawał prawo nadawania stopni oficerskich i weryfikowania stopni nadanych przez państwa zaborcze.
Od 11 listopada 1918 oficerów mianował naczelny wódz Wojska Polskiego, a później Naczelnik Państwa. W następnych latach funkcja ta należała do Prezydenta RP i ministra Spraw Wojskowych.
31 stycznia 1921 Naczelny Wódz „przyznał odpowiedni stopień wojskowy oficerów WP wszystkim oficerom byłych formacji polskich, którzy polegli za sprawę Polski w czasie wojny światowej przed powstaniem Państwa Polskiego, tj. przed dniem 1 listopada 1918 r.”
W obrębie oficerów wyróżniano grupę oficerów młodszych, sztabowych i generałów. Oficerowie młodsi to: podporucznicy, porucznicy i kapitanowie. Do grupy oficerów sztabowych zaliczano: majorów (komandorów podporuczników), podpułkowników (komandorów poruczników) i pułkowników (komandorów). W korpusie generałów znalazły się następujące stopnie: generał brygady (kontradmirał), generał dywizji (wiceadmirał), generał broni (admirał) i marszałek Polski.
Ustawa z 18 lipca 1924 uregulowała nazwy stopni szeregowych i podoficerów, a wzory ich oznaczeń zostały określone rozporządzeniem Prezydenta Rzeczypospolitej z 7 grudnia 1925.
W grupie szeregowych wyróżniano: strzelca, ułana, szwoleżera, kanoniera i sapera. Do starszych szeregowych zaliczał się: starszy strzelec, starszy szwoleżer, bombardier i starszy saper. W składzie podoficerów znajdował się: kapral (żandarm, podmajster wojskowy), plutonowy (starszy żandarm, młodszy majster wojskowy), sierżant (wachmistrz, ogniomistrz, majster wojskowy), starszy sierżant (starszy wachmistrz, starszy ogniomistrz, starszy majster wojskowy) i chorąży (werkmistrz, zbrojmistrz). W 1925, a następnie w 1938 miały miejsce zmiany oznaczeń stopnia sierżanta. Najpierw na naramiennik z białą obwódką, a następnie na stosowany do dziś.
Odznakami stopni generałów były wyłogi w formie wężyków na obu rękawach kurtki mundurowej, pięcioramienne srebrne gwiazdki i wężyki z biało-metalowej taśmy na otoku czapki garnizonowej i naramiennikach oraz srebrny galon naszyty wzdłuż górnej krawędzi otoku i szwów wierzchu czapki. Generał brygady nosił jedną gwiazdkę, generał dywizji – dwie, a generał broni – trzy. Oznakę stopnia marszałka stanowiły dwie skrzyżowane buławy. 
Oznakami stopni oficerów starszych były podwójne paski i gwiazdki naszyte na naramiennikach oraz podwójny srebrny galon na czapce garnizonowej (pierwszy umieszczony w sposób identyczny jak u generałów, drugi – wzdłuż otoku, w równoległym odstępie od pierwszego) i gwiazdki naszyte na środku przedniej części otoku czapki, bezpośrednio pod orzełkiem. Major miał jedną gwiazdkę, podpułkownik – dwie, a pułkownik – trzy. Oficerowie młodsi nosili na czapce garnizonowej pojedynczy srebrny galon i gwiazdki, na naramiennikach tylko gwiazdki: podporucznik – jedną, porucznik – dwie, a kapitan (rotmistrz) – trzy. Ustanowiony w październiku 1919 stopień chorążego to jedna gwiazdka i galon naszyty wokół naramiennika oraz wypustki barwy karmazynowej na otoku i szwach wierzchu czapki.

### Dystynkcje 1919–1939 (WL i SP)[30]

Marszałek Polski
Generał broni
Generał dywizji
Generał brygady

Pułkownik
Podpułkownik
Major

Kapitan, Rotmistrz
Porucznik
Podporucznik

Chorąży (od 1925)
Chorąży (1919–1925)
Podchorąży (zniesiony w 1922)

Starszy sierżant, Starszy wachmistrz, Starszy ogniomistrz (od 1938)
Starszy sierżant, Starszy wachmistrz, Starszy ogniomistrz (1925–1938)
Starszy sierżant, Starszy wachmistrz, Starszy ogniomistrz (1919–1925)
Sierżant, Wachmistrz, Ogniomistrz (od 1938)
Sierżant, Wachmistrz, Ogniomistrz (1925–1938)
Sierżant, Wachmistrz, Ogniomistrz (1919–1925)

Plutonowy (od 1925)
Plutonowy (1919–1925)
Kapral (od 1925)
Kapral (1919–1925)

Starszy szeregowy, Starszy ułan, Bombardier (od 1925)
Starszy szeregowy, Starszy ułan, Bombardier (1919–1925)
Szeregowy, Ułan, Kanonier

## Stopnie wojskowe wPolskich Siłach Zbrojnych na Zachodzie
W Polskich Siłach Zbrojnych we Francji zachowany został polski sposób oznaczania stopni. Z racji trudności zaopatrzeniowych oznaki były jednak wykonywane w różny sposób - wycinane z blachy, haftowane, używano białych tasiemek zamiast srebrnego galonu itd. Dodano jeden stopień – aspiranta, nadawany uczniom szkół podchorążych po ukończeniu szkoły, a przed mianowaniem na pierwszy stopień oficerski. Oznaką był srebrny galon naszyty wzdłuż naramiennika, przez jego środek. Na furażerce i berecie aspiranci nosili naszyty „kąt”, podobny do „kąta” sierżanta, ale odwrócony wierzchołkiem do góry.
W Polskich Siłach Zbrojnych w Wielkiej Brytanii zachowano tradycyjne oznaki stopni. Na beretach początkowo naszywano je z lewej strony orła, przy czym galony oficerów starszych miały układ pionowy, a gwiazdki oficerskie i naszywki podoficerskie – poziomy. Od lutego 1943 oznaki stopni noszono pod orłem: galony oficerów starszych, gwiazdki i „kąty” sierżantów – poziomo, galony podoficerów – pionowo.
Uczniowie szkół podchorążych nosili oznaki stopni z galonu podoficerskiego z karmazynową wypustką i naramienniki obszyte biało-czerwonym sznurkiem. Podchorążowie – oznaki stopni z galonu srebrnego bez wypustki, naramienniki obszyte srebrnym sznurkiem, a na rękawach kurtek i płaszczy pojedynczy galon.

### Stopnie wojskowe nadawane przez władze emigracyjne po rozformowaniu PSZ
22 stycznia 1988 Prezydent RP na uchodźstwie, Kazimierz Sabbat, wydał dekret w sprawie przyznania szeregowcom i podoficerom weteranom Polskich Sił Zbrojnych, którzy brali udział w wojnie 1920, z wyjątkiem sądownie skazanych za przestępstwa uchybiające godności stanu oficerskiego, stopinia tytularnego podporucznika Polskich Sił Zbrojnych.
19 marca 1988 Minister Spraw Wojskowych rządu RP na uchodźstwie, ppłk dypl. inż. Jerzy Przemysław Morawicz, wydał rozporządzenie o wykonaniu dekretu Prezydenta Rzeczypospolitej z dnia 22 stycznia 1988 o przyznaniu szeregowcom i podoficerom – weteranom wojny 1920 stopnia tytularnego podporucznika Polskich Sił Zbrojnych. Zgodnie z cytowanym rozporządzeniem weterani, niezależnie od ówczesnego miejsca zamieszkania, pragnący otrzymać przyznanie tytularnego stopnia podporucznika Polskich Sił Zbrojnych byli zobligowani złożyć podanie do Ministra Spraw Wojskowych, wylegitymować się udziałem w wojnie 1920 i przedłożyć oświadczenie o sądowej niekaralności za przestępstwa uchybiające godności stanu oficerskiego.
10 listopada 1990 Prezydent RP na uchodźstwie Ryszard Kaczorowski, na wniosek Ministra Spraw Wojskowych, mianował „oficerów Polskich Sił Zbrojnych do podpułkownika włącznie posiadających starszeństwo z 1964 lub wcześniejsze, którzy brali udział w wojnie 1939–1945, a którzy nie służyli w Siłach Zbrojnych Polskiej Republiki Ludowej – o jeden stopień wyżej”.
10 listopada 1990 Minister Spraw Wojskowych, gen. bryg. Jerzy Przemysław Morawicz mianował żołnierzy „Polskich Sił Zbrojnych, którzy brali udział w wojnie 1939–1945, a którzy nie służyli w Siłach Zbrojnych Polskiej Republiki Ludowej:
- podoficerów do stopnia starszego sierżanta (równorzędnego) włącznie – o jeden stopień wyżej,
- szeregowców – kapralami”[36].

Wszystkie stopnie wojskowe nadane przez rząd londyński po rozformowaniu Polskich Sił Zbrojnych na Zachodzie zostały uznane na mocy art. 11 ustawy z dnia 25 października 1991 o zmianie ustawy o powszechnym obowiązku obrony Polskiej Rzeczypospolitej Ludowej oraz niektórych innych ustaw. 25 marca 1992 Prezydent RP Lech Wałęsa rozporządzenie w sprawie określenia szczegółowych zasad i trybu postępowania oraz organów właściwych do uznawania stopni wojskowych. Zgodnie z tym rozporządzeniem osoby, którym władze Rzeczypospolitej Polskiej na uchodźstwie nadały do dnia 22 grudnia 1990 stopnie wojskowe, mogą wystąpić do Ministra Obrony Narodowej z wnioskiem o uznanie tych stopni. Do wniosku należy dołączyć dokumenty potwierdzające fakt nadania stopnia wojskowego lub uwierzytelnione odpisy tych dokumentów. O uznaniu stopnia wojskowego postanawia Minister Obrony Narodowej, a w przypadku pierwszego stopnia oficerskiego (podporucznika) oraz stopni generalskich i admiralskich - Prezydent RP na wniosek Ministra Obrony Narodowej.

## Stopnie wludowym Wojsku Polskim
W formowanej w Związku Radzieckim 1 Dywizji Piechoty im. Tadeusza Kościuszki przyjęto w zasadzie system stopni i ich oznaczeń obowiązujący w Wojsku Polskim II RP. Oficerowie starsi: pułkownik, podpułkownik i major posiadali oznaczenia podobne do obecnie obowiązujących, a w korpusie oficerów młodszych kapitan nosił 3 gwiazdki, porucznik – 2, podporucznik – 1. Najniższym stopniem oficerskim był chorąży, który odpowiadał randze młodszego lejtnanta w Armii Czerwonej (por. stopnie wojskowe w Armii Czerwonej i stopnie wojskowe w Armii Imperium Rosyjskiego). Nosił pojedynczą gwiazdkę nałożoną na płaski sznurek przytwierdzony wzdłuż środka naramiennika. Stopnie generałów nadawała Rada Komisarzy Ludowych ZSRR na wniosek Związku Patriotów Polskich, a pozostałe stopnie dowództwo dywizji. W sprawie awansów na pierwsze stopnie oficerskie uchwałę podejmowało Prezydium Związku Patriotów Polskich. Oficerom aparatu politycznego wszystkie stopnie nadawał Zarząd Główny ZPP.
Krajowa Rada Narodowa swoim dekretem z 21 lipca 1944 tak stanowiła: „Stopnie generalskie nadaje w Wojsku Polskim Prezydium Krajowej Rady Narodowej na wniosek Naczelnego Dowództwa. Prawo nadawania wszystkich innych stopni oficerskich Prezydium Krajowej Rady Narodowej przekazuje Naczelnemu Dowództwu”
Dekretem z 9 kwietnia 1946  zmieniono zasady nadawania stopni oficerskich. Od tego momentu wszystkie stopnie oficerskie w Wojsku Polskim nadawał Prezydent Krajowej Rady Narodowej na wniosek Ministra Obrony Narodowej.
Dekret z 3 kwietnia 1948 o służbie oficerów Wojska Polskiego wprowadził cztery korpusy oficerskie: marszałków i generałów (admirałów), oficerów broni, oficerów polityczno-wychowawczych i oficerów służb. Ustalał także stopnie dla grupy oficerów młodszych, oficerów sztabowych i generałów (admirałów).
Od 19 kwietnia 1951 stopnie generalskie nadawał Prezydent Rzeczypospolitej Polskiej, a na stopnie oficerskie mianował Minister Obrony Narodowej. Zmieniono też nazwę oficerów sztabowych na oficerów starszych i ustanowiono stopień generała armii.
1 października 1952 wprowadzono nowe przepisy ubiorcze polegające przede wszystkim na ujednoliceniu mundurów wszystkich rodzajów sił zbrojnych, wojsk i służb z wyjątkiem marynarki wojennej. Był to okres apogeum stalinowskiego terroru i największej sowietyzacji LWP. Starano się wówczas ostatecznie zlikwidować wszelkie nawiązania do przedwojennych tradycji mundurowych Wojska Polskiego. Nowe mundury nawiązywały do wzorców obowiązujących w Armii Radzieckiej. Dokonano też zmiany oznak stopni oficerów młodszych, polegającej na ujednoliceniu ich z dystynkcjami radzieckimi. Chorąży posiadał od tej pory jedną gwiazdkę (bez pionowego paska przez środek naramiennika), podporucznik – dwie, porucznik – trzy, a kapitan – cztery.
9 stycznia 1958, na fali odwilży październikowej 1956 oraz idących za nią zmianach personalnych w Wojsku Polskim, polegających między innymi na zwolnieniu oficerów Armii Radzieckiej zajmujących kierownicze stanowiska w Siłach Zbrojnych PRL, zniesiono stopień generała armii i chorążego (na mocy ustawy z 13 grudnia 1957 O służbie wojskowej oficerów Sił Zbrojnych). Zachowano jednak dotychczasowy sposób oznaczania stopni oficerów młodszych (podporucznik – 2 gwiazdki, porucznik – 3, kapitan – 4), który przetrwał w niezmienionej formie do dziś, co uczyniło go nielogicznym poprzez brak stopnia oficerskiego oznaczanego jedną gwiazdką. Na pierwszy stopień oficerski oraz na stopnie oficerskie generałów mianowała Rada Państwa. Pozostałe stopnie oficerskie nadawał Minister Obrony Narodowej. W tym samym czasie rozpoczęto również sukcesywne wprowadzanie nowych wzorów umundurowania wojskowego, które częściowo nawiązywały do tradycji mundurowych sprzed 1939 i z niewielkimi zmianami utrzymały się do końca istnienia PRL.
4 kwietnia 1963 weszła w życie ustawa z 29 marca 1963 O służbie wojskowej chorążych Sił Zbrojnych, na mocy której ustawy został utworzony korpus chorążych Sił Zbrojnych, obejmujący dwa stopnie wojskowe: chorążego (chorążego marynarki) i starszego chorążego (starszego chorążego marynarki). Ustawa miała zastosowanie także do chorążych pełniących służbę w Wojskach Wewnętrznych, podległych Ministrowi Spraw Wewnętrznych.
Ustawa z 21 listopada 1967 O powszechnym obowiązku obrony Polskiej Rzeczypospolitej Ludowej rozbudowała korpusy chorążych i podoficerów, a ten drugi dodatkowo podzieliła na młodszych i starszych. Dodane zostały stopnie: starszego kaprala (starszego mata), sierżanta sztabowego (bosmana sztabowego), starszego sierżanta sztabowego (starszego bosmana sztabowego), młodszego chorążego (młodszego chorążego marynarki), chorążego sztabowego (chorążego sztabowego marynarki) i starszego chorążego sztabowego (starszego chorążego sztabowego marynarki). Korpusy oficerów, chorążych i podoficerów zawodowych dzieliły się na korpusy osobowe.
Ustawa z 30 czerwca 1970 O służbie wojskowej żołnierzy zawodowych określała okresy służby w danym stopniu. Wynosiły one: dla podporucznika – 3 lata, porucznika – 4 lata, kapitana – 5 lat, majora – 4 lata (później 5 lat), podpułkownika – 4 lata, pułkownika – 4 lata, generała brygady – 3 lata, generała dywizji – 3 lata, generała broni – 3 lata.

### Korpus oficerów
| 1943–1951        |               |               |                 |                 |           |              |       |         |           |              |         |
| Marszałek Polski |               | Generał broni | Generał dywizji | Generał brygady | Pułkownik | Podpułkownik | Major | Kapitan | Porucznik | Podporucznik | Chorąży |
| 1951–1952        |               |               |                 |                 |           |              |       |         |           |              |         |
| Marszałek Polski | Generał armii | Generał broni | Generał dywizji | Generał brygady | Pułkownik | Podpułkownik | Major | Kapitan | Porucznik | Podporucznik | Chorąży |
| 1952–1957        |               |               |                 |                 |           |              |       |         |           |              |         |
| Marszałek Polski | Generał armii | Generał broni | Generał dywizji | Generał brygady | Pułkownik | Podpułkownik | Major | Kapitan | Porucznik | Podporucznik | Chorąży |
| 1957–1973        |               |               |                 |                 |           |              |       |         |           |              |         |
| Marszałek Polski |               | Generał broni | Generał dywizji | Generał brygady | Pułkownik | Podpułkownik | Major | Kapitan | Porucznik | Podporucznik |         |
| 1973–1989        |               |               |                 |                 |           |              |       |         |           |              |         |
| Marszałek Polski | Generał armii | Generał broni | Generał dywizji | Generał brygady | Pułkownik | Podpułkownik | Major | Kapitan | Porucznik | Podporucznik |         |

### Korpus szeregowych, podoficerów i chorążych
| 1943–1963                |                  |                 |         |                 |                           |                   |                  |          |           |                |        |                   |           |
|                          |                  |                 |         |                 |                           |                   | Starszy sierżant | Sierżant | Plutonowy |                | Kapral | Starszy szeregowy | Szeregowy |
| 1963–1967                |                  |                 |         |                 |                           |                   |                  |          |           |                |        |                   |           |
|                          |                  | Starszy chorąży | Chorąży |                 |                           |                   | Starszy sierżant | Sierżant | Plutonowy |                | Kapral | Starszy szeregowy | Szeregowy |
| 1967–1989                |                  |                 |         |                 |                           |                   |                  |          |           |                |        |                   |           |
| Starszy chorąży sztabowy | Chorąży sztabowy | Starszy chorąży | Chorąży | Młodszy chorąży | Starszy sierżant sztabowy | Sierżant sztabowy | Starszy sierżant | Sierżant | Plutonowy | Starszy kapral | Kapral | Starszy szeregowy | Szeregowy |

## Nazewnictwo
Tradycyjnie, w niektórych rodzajach wojsk używano innych nazw dla niektórych stopni wojskowych:
- w piechocie:
  - strzelec (strz.) – szeregowy
  - starszy strzelec (st. strz.) – starszy szeregowy
- w artylerii:
  - kanonier (kan.) – szeregowy
  - bombardier (bomb.) – starszy szeregowy
  - ogniomistrz (ogn.) – sierżant
  - starszy ogniomistrz (st. ogn.) – starszy sierżant
- w kawalerii (a także w wojskach pancernych w Polskich Siłach Zbrojnych na Zachodzie, w dużej części sformowanych z byłych kawalerzystów):
  - ułan (uł.)/ szwoleżer (szwol.)/ strzelec konny (strz. kon.) – szeregowy
  - starszy ułan (st. uł.)/ starszy szwoleżer (st. szwol.)/ starszy strzelec konny (st. strz. kon.) – starszy szeregowy
  - wachmistrz (wachm.) – sierżant
  - starszy wachmistrz (st. wachm.) – starszy sierżant
  - rotmistrz (rtm.) – kapitan
- w saperach:
  - saper (sap.) – szeregowy
  - starszy saper (st. sap.) – starszy szeregowy
- Legiony Polskie (a także w jednostkach piechoty noszących nazwę wyróżniającą „Legionów”):
  - legionista (leg.) – szeregowy
  - starszy legionista (st. leg.) – starszy szeregowy
- w służbie uzbrojenia i personel techniczny rodzajów wojsk:
  - podmajstrzy wojskowy – kapral
  - młodszy majster wojskowy – plutonowy
  - majster wojskowy – sierżant
  - starszy majster wojskowy – starszy sierżant
  - werkmistrz, zbrojmistrz – chorąży
- w żandarmerii:
  - żandarm (żand.) – kapral
  - starszy żandarm (st. żand.) – plutonowy
  - wachmistrz (wachm.) – sierżant
  - starszy wachmistrz (st. wachm.) – starszy sierżant